# Macrocentrum latifolium
Macrocentrum latifolium är en tvåhjärtbladig växtart som beskrevs av John Julius Wurdack. Macrocentrum latifolium ingår i släktet Macrocentrum och familjen Melastomataceae.
Artens utbredningsområde är Franska Guyana. Inga underarter finns listade i Catalogue of Life.